# Егорьевка (Тюльганский район)
Егорьевка —хутор в Тюльганском районе Оренбургской области в составе Благодарновского сельсовета. 

## География
Находится на расстоянии примерно 24 километров по прямой на юго-запад от районного центра поселка  Тюльган.

## Население
Население составляло 29 человек в 2002 году (казахи 62%),  10 по переписи 2010 года.